# 古シベリア諸語
古シベリア諸語（こシベリアしょご）は、シベリアで話されている孤立した言語や小さな語族の総称。古アジア諸語、旧シベリア諸語、旧アジア諸語、オホーツク諸語ともいう。
現在のシベリアでは主としてツングース諸語やテュルク諸語、ウラル諸語が話され、さらにロシア語に代わりつつあるが、それ以前には古シベリア諸語が広範に話されていた可能性がある。

## 主な4語族
次の4つの語族にまとめられるが、それらの間の関係は知られていない。
チュクチ・カムチャツカ語族
シベリア東端部のチュクチ半島やカムチャツカ半島などで使われている。チュクチ語とそれに近いコリャーク語（コリャーク）、アリュートル語、ケレク語、さらに、別系説もあるが離れた言語としてイテリメン語がある。いずれも話者は数千人以下。ケレク語は2005年に絶滅し、イテリメン語も話者は数人に減っている。
ユカギール語族
シベリア北東部、コリマ川とインディギルカ川の下流域で2つの言語が用いられている。この他さらに内陸・東側で用いられたChuvantsyなどの言語は絶滅した。ウラル語族と関係があると考える人もいる。
ニヴフ語（ギリャーク語）
アムール川下流域から樺太に住むニヴフ人の言語。孤立した言語（下位方言を個別言語とみなす場合は小さな語族）であり、アイヌ語や朝鮮語、日本語などとの関係が議論されているが系統未証｡チュクチ・カムチャツカ語族との関係を考える人もいる。
エニセイ語族
エニセイ川中流域で話されているケット語は、古くはユグ語などいくつかの言語（死語）とともに小さい語族をなしていたと思われる。かつてシナ・チベット語族やブルシャスキー語との関係が考えられたこともある。
2008年にエドワード・ヴァイダによりエニセイ語族とナ・デネ語族（アラスカ・カナダで話されているトリンギット語、イヤック語、アサバスカ諸語が含まれる）が同系統であることが明らかにされた。これは動詞形態論や音韻の比較による厳密な方法論に基づくもので、多くの言語学者から支持を得、この2つの語族を合わせたデネ・エニセイ語族が提案されている。

## 含むことのある語族
さらにアイヌ語やエスキモー・アレウト語族を古シベリア諸語に含めることもある。

## 主な言語
| 言語                     | 話者 | 年   | 語族                       |
| ------------------------ | ---- | ---- | -------------------------- |
| チュクチ語               | 5100 | 2010 | チュクチ・カムチャツカ語族 |
| コリャーク語             | 1670 | 2010 | チュクチ・カムチャツカ語族 |
| ケット語                 | 0210 | 2010 | エニセイ語族               |
| ニヴフ語（ギリャーク語） | 0200 | 2010 | 孤立                       |
| ツンドラ・ユカギール語   | 0150 |      | ユカギール語族             |
| イテリメン語             | 082  | 2010 | チュクチ・カムチャツカ語族 |
| コリマ・ユカギール語     | 050  |      | ユカギール語族             |
| アリュートル語           | 025  | 2010 | チュクチ・カムチャツカ語族 |
| ケレク語                 | 0    |      | チュクチ・カムチャツカ語族 |
| ユグ語                   | 0    |      | エニセイ語族               |

## 系統関係
ユカギール語族はウラル語族と共にウラル・ユカギール語族を形成し、エニセイ語族はナデネ語族とデネ・エニセイ語族を形成するとする説が有力である。ウラル語族、ユカギール語族、チュクチ・カムチャツカ語族にエスキモー・アレウト語族を含んだウラル・シベリア語族仮説も存在する。これらの仮説をもとに、デネ・コーカサス語族、ユーラシア大語族、ノストラティック大語族、またボレア語族と呼ばれるユーラシア大陸全体をカバーするセルゲイ・スタロスティンの学説などが提唱されている。
| 民族集団     | 語族                       | 仮説段階の語族         | 仮説段階の語族       | 仮説段階の語族                       | 民族集団のY-DNA（％） | 民族集団のY-DNA（％） | 民族集団のY-DNA（％） | 民族集団のY-DNA（％） | 民族集団のY-DNA（％） |
| 民族集団     | 語族                       | 仮説段階の語族         | 仮説段階の語族       | 仮説段階の語族                       | NｰTat                 | C2-M217               | Q                     | Q                     | 出典                  |
| 民族集団     | 語族                       | 仮説段階の語族         | 仮説段階の語族       | 仮説段階の語族                       | NｰTat                 | C2-M217               |                       | Q-M3                  |                       |
| ------------ | -------------------------- | ---------------------- | -------------------- | ------------------------------------ | --------------------- | --------------------- | --------------------- | --------------------- | --------------------- |
| フィン人     | ウラル語族                 | ウラル・ユカギール語族 | ウラル・シベリア語族 |                                      | 61                    |                       |                       |                       | [ 1 ]                 |
| ユカギール人 | ユカギール語族             | ウラル・ユカギール語族 | ウラル・シベリア語族 |                                      | 31                    | 31                    | 31                    | 31                    | [ 2 ]                 |
| ユピック人   | エスキモー・アレウト語族   |                        | ウラル・シベリア語族 |                                      | 60.6                  | 0                     |                       | 21.2                  | [ 3 ]                 |
| チュクチ人   | チュクチ・カムチャツカ語族 |                        | ウラル・シベリア語族 | チュクチ・カムチャツカ・アムール語族 | 58.3                  | 4.2                   |                       | 12.5                  | [ 3 ]                 |
| コリヤーク人 | チュクチ・カムチャツカ語族 |                        | ウラル・シベリア語族 | チュクチ・カムチャツカ・アムール語族 | 22.2                  | 33.3～59.2            |                       |                       | [ 3 ]                 |
| ニヴフ人     | ニヴフ語                   |                        |                      | チュクチ・カムチャツカ・アムール語族 | 1.9                   | 71                    | 7.7                   |                       | [ 5 ]                 |
| ケット人     | エニセイ語族               | デネ・エニセイ語族     | デネ・エニセイ語族   | デネ・エニセイ語族                   |                       | ～6.2                 | 93.7                  | 93.7                  | [ 7 ]                 |
| アサバスカ人 | ナ・デネ語族               | デネ・エニセイ語族     | デネ・エニセイ語族   | デネ・エニセイ語族                   |                       | ～11.5                | 70.4                  | 70.4                  | [ 8 ]                 |

## 話者名
これらの言語を話す人々のことは、シュレンク(L.von Schrenck)によって古アジア人(Paleo-asiatics)と命名され、次いでツァプリカ(M.A.Czaplicka)によって古シベリア人(Paleo-Siberians)と呼ばれ、さらにヨヘルソン(W.Johelson)によってアメリカノイド(Americanoids)と呼ばれたが、確定した呼称はない。

## 参考資料
- 三上次男『古代東北アジア史研究』（吉川弘文館、1966年）